# Stadio Briamasco
Lo stadio Briamasco è la principale arena scoperta della città italiana di Trento.
Inaugurato nel settembre 1922 con la denominazione di Stadium, ha presto mutuato il nome della località cittadina ove sorge. Ospita le gare interne delle maggiori società calcistiche cittadine maschile e femminile, ossia Trento e ACF Trento. Ha inoltre accolto transitoriamente altre squadre trentine (Mezzocorona e Dro) laddove i rispettivi impianti non erano adeguati alle categorie di militanza.
La struttura è di proprietà dell'amministrazione comunale di Trento, che lo conduce tramite l'Azienda Speciale per la gestione degli Impianti Sportivi (ASIS).

## Storia
Nei primi anni 1920 un gruppo di facoltosi trentini (Antonio Cembran, Riccardo Mayer, Mario Pilati e Giuseppe Suster), giudicando indecoroso il fatto che la squadra calcistica cittadina dovesse giocare sul campo non permanente di piazza Venezia, caratterizzato da un fondo sconnesso e disagevole (i suddetti lo definirono “orrenda pietraia”), decisero di riunirsi in società per dotare la città di un vero campo sportivo regolamentare.
Il barone Tito Ciani Bassetti mise a disposizione dei contraenti un terreno in zona Briamasco, tra il letto dell'Adige e il cimitero cittadino, affittandolo per 25 anni allo scopo di edificare l'arena; i lavori (su progetto stilato dal socio Pilati, che era ingegnere) partirono nel 1921 e il 3 settembre 1922, in concomitanza con l’adunata nazionale degli alpini, lo Stadium venne inaugurato con la disputa di un festival atletico.
La struttura ebbe infatti fin da subito vocazione polisportiva: attorno al campo si sviluppava la pista di atletica leggera (all'epoca la seconda per dimensioni in Italia), mentre per ospitare il calcio si dovette praticare un ulteriore consolidamento del terreno erboso, che inizialmente ospitò manifestazioni ippiche. La prima partita di pallone si giocò il 24 settembre, con la Pro Trento che si impose per 4-1 sullo Schio. Per il pubblico venne edificata un'elegante tribuna lignea in stile liberty sul lato sud, mentre attorno al resto del perimetro venne elevato un terrapieno.
La gestione privata dello stadio (che era frattanto divenuto comunemente noto come "Briamasco", in assenza di altre intitolazioni ufficiali) si trovò presto a corto di fondi: il contratto d'affitto stipulato nel 1925 con l'Unione Ginnastica Trento non risolse il problema, sicché nel settembre 1931 l'amministrazione comunale rilevò la proprietà per circa 240.000 lire. In questo frangente venne aggiunta anche una seconda tribuna sul lato nord.
Nel 1951-1952 le tribune originarie vennero demolite e riedificate in cemento armato; frattanto lo stadio, eretto in una zona al tempo periferica, finì per essere inglobato dallo sviluppo urbano di Trento. Ciò, unito allo scarso livello della pratica calcistica cittadina dal secondo dopoguerra in poi, rese la struttura difficilmente ampliabile, nonché cronicamente carente ed obsoleta: la manutenzione si fece episodica e l'unico intervento di potenziamento consistette nella costruzione di un "curvino" sul lato est (cosiddetta "curva funivia", smantellata dopo pochi anni) e del prolungamento alla tribuna sud, ambedue in tubolari metallici. Si procedette altresì alla recinzione di un settore della tribuna nord (circa 400 posti) per le tifoserie ospiti. Al contempo la pista di atletica, ormai logora, venne rimossa e asfaltata, senza che però se ne trovasse una nuova destinazione d'uso.
Ai primi del terzo millennio, complice la concomitante riqualificazione della zona circostante (includente l'apertura del MuSe all'interno del palazzo delle Albere), si ventilò la possibilità di demolire il Briamasco e costruire un nuovo stadio in zona Mattarello oppure accanto al PalaTrento, ma il tutto rimase a livello teorico.
Nell'estate del 2014, a seguito del quarto fallimento del Trento Calcio, lo stadio venne rinvenuto in condizioni di grave degrado: le utenze elettriche erano state interrotte per morosità, i locali erano pieni di rifiuti e articoli d'ufficio inservibili, i muri scalcinati e invasi dalla muffa, gli arredi asportati o gravemente danneggiati; in aggiunta il manto erboso era stato invaso dai conigli, che avevano scavato buche, divorato l'erba e lasciato escrementi. L'infestazione venne combattuta con gabbie e reti fornite dal comune di Trento, mentre il rifondato club si occupò di rinnovare le panchine, sostituire l'impianto di diffusione sonora e ristrutturare i locali interni.
Nel 2018 le due tribune principali dello stadio sono state intitolate rispettivamente a Giorgio Grigolli (presidente della provincia di Trento negli anni 1970) e Ito Del Favero (imprenditore e longevo presidente del Trento).
Nel 2021, a seguito del ritorno del Trento in Serie C, il Briamasco è stato oggetto di un intervento finalizzato a farlo collimare nuovamente coi canoni strutturali del calcio professionistico. Le tribune sono state ripulite, migliorate nei servizi e dotate in buona parte di sedute individuali numerati, è stato potenziato l'impianto di illuminazione, si è proceduto a demolire la tribuna sud "provvisoria" in tubolari (riadattando la sezione "stabile" a settore ospiti), ad aggiungere due "curve" sempre in prefabbricato metallico sul lato ovest (per la tifoseria organizzata casalinga) e sul lato est, a riasfaltare l'ex pista di atletica per trasformarla in ciclodromo, a posare schermi led per le inserzioni pubblicitarie, a riallestire e risanare i locali tecnici. Durante i lavori (condotti con criteri d'urgenza dall'ASIS e dalla Protezione Civile trentina, per un costo netto superiore al milione di euro, coperti in massima parte dal municipio e integrati dall'amministrazione provinciale) si è altresì reso necessario trasferire momentaneamente il Trento su un campo neutro (lo stadio Lino Turina di Salò); la prima gara ufficiale professionistica giocata al Briamasco è stata quella contro la Giana Erminio del 19 settembre, vinta dai gialloblù per 1-0.

## Dati tecnici del campo

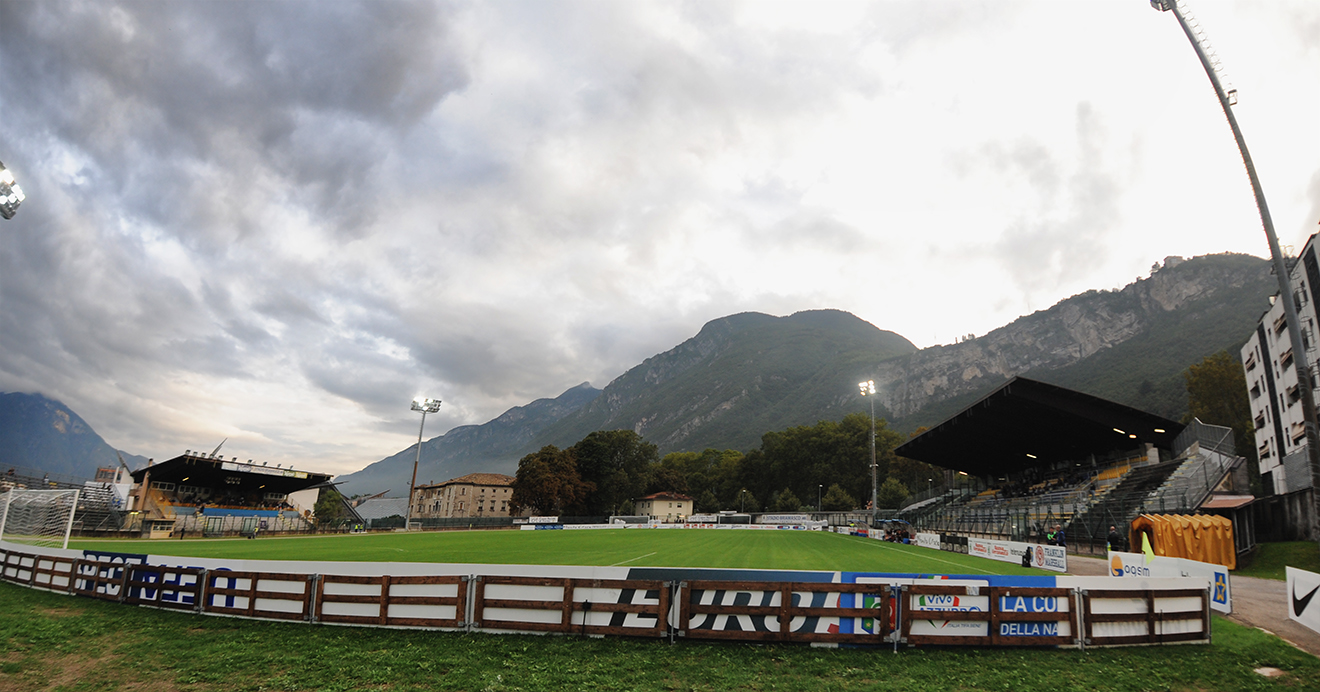
Interno dello stadio nel 2014: a sinistra la tribuna "Del Favero", a destra la tribuna "Grigolli"

Il campo da gioco è in erba e misura 105×65 metri; intorno ad esso fino al 2021 si sviluppava la pista di atletica a sei corsie, poi rimossa, asfaltata e trasformata in ciclodromo per una lunghezza di 400 m.
Gli spalti (capaci, dopo i lavori del 2021, di circa 3000 posti) si dividono in quattro settori: tribuna sud "Ito Del Favero" (settore ospiti), tribuna nord "Giorgio Grigolli", curva est "Gunther Mair" (alla memoria dell'ex portiere del Trento tra gli anni 1980 e 1990, già "curva Funivia") e curva ovest.

## Incontri internazionali di calcio
Il Briamasco ha accolto in due occasioni la nazionale italiana under 21: 
- il 27 aprile 2004 si è giocata l'amichevole tra Italia e Svezia, finita col risultato di 4-0, con due reti di Gilardino ed una per Caracciolo e Sculli.
- il 7 settembre 2007 vi si è disputato l'incontro Italia-Isole Fær Øer, valevole per la qualificazione all'europeo Under 21 del 2009 e vinto per 2-1 dall'Italia, con reti di Russotto e di Cigarini.

## Atletica leggera
Fintanto che è stato provvisto di pista, il Briamasco ha accolto con regolarità competizioni locali, nazionali e internazionali di atletica leggera, quale il meeting femminile Donna Sprint.

## Eventi non sportivi
In speciali occasioni lo stadio ha ospitato concerti musicali, tra i più importanti quelli di Ray Charles nel 1981, Zucchero Fornaciari nel 1993, Carlos Santana nel 1996, B.B. King nel 2004 e i Deep Purple nel 2006.